# 紅型

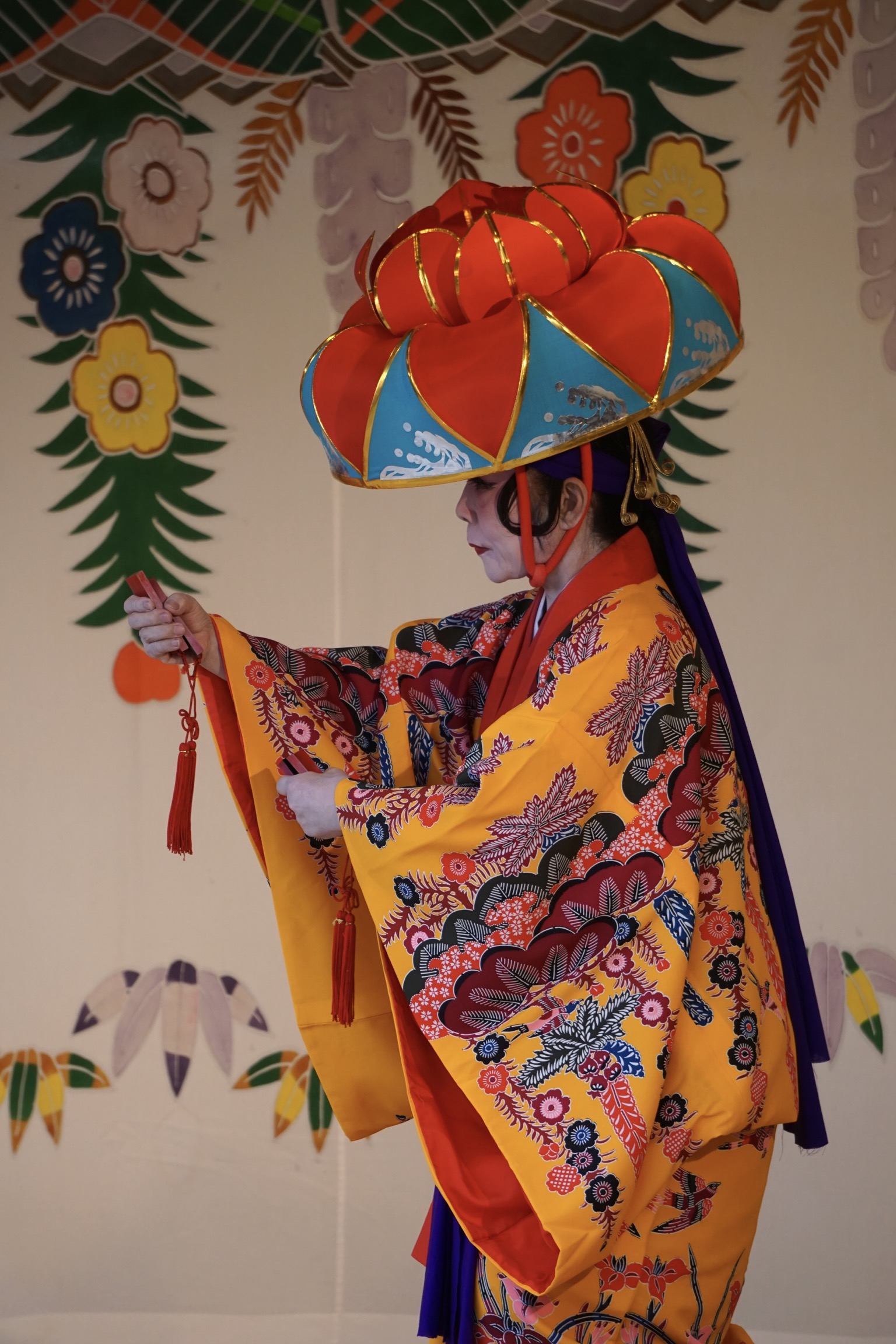
紅型の衣装を着た琉球舞踊の女優

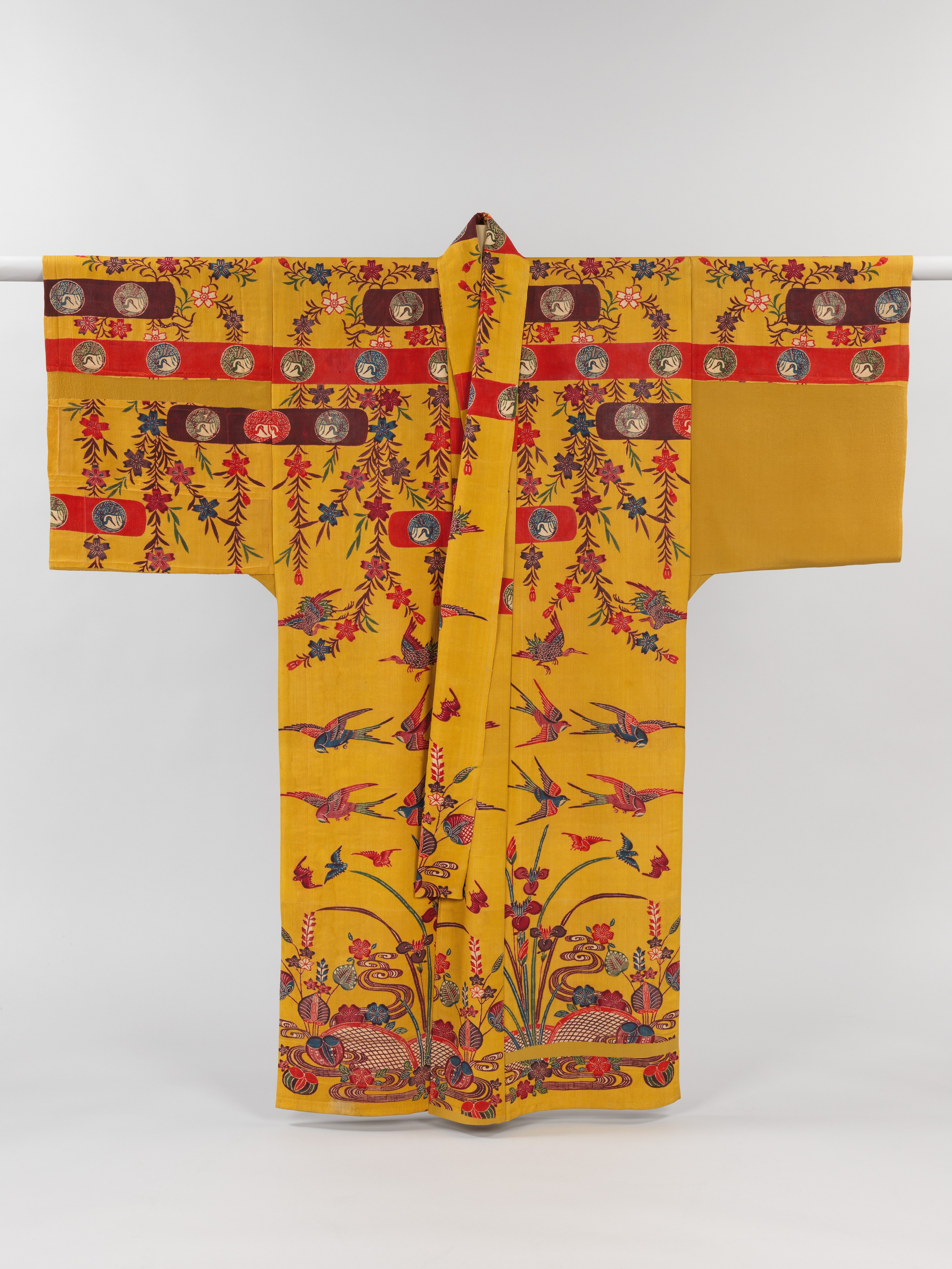
メトロポリタン美術館に収蔵された紅型衣装（19世紀）

紅型（びんがた）とは、琉球染物、沖縄を代表する伝統的な染色技法の一つ。14世紀の紅型の裂が現存しており、技術確立の時間を考慮するその起源は13世紀頃と推定されている。
「紅」は色全般を指し、「型」は様々な模様を指していると言われる。この定義をしたのは鎌倉芳太郎と伊波普猷とする説があるが、鎌倉芳太郎が1924年に初めて使用。「紅型」の漢字表記が広く普及され始めたのは昭和期に入ってから。沖縄県は「びんがた」と平仮名表記する場合が多い。古文書に現れる文字は「形付」、「形附」で「紅型｣表記はない。高年者や下級士族向けの藍色の濃淡で染めるものは藍方（えーがた）と呼ぶ。

## 歴史
琉球王国の時代、主に王族や士族の衣装として染められていた。王府は、染屋を首里城の周りに置き庇護した。
薩摩の琉球侵攻の後は、日本本土との交易などに重点が置かれ、殖産の増進政策によって技術が飛躍的に向上した。しかし、明治時代の王府廃止に因って庇護を失った染屋は廃業を余儀なくされ、多く職人が首里を後にし、宮廷のために生まれた紅型は衰退していく。
現在、古紅型と呼ばれるものは江戸時代頃の作品が多い。本土の影響からか友禅とモチーフが共通したものが多いともされているが、ほとんどは中国の吉祥文様を図案とし、当時の王族・士族階級の女性および成人前の男子の衣装として作成され、文様に衣装を身に着ける者への加護の意味が込められる。鶴を赤や緑で染めたり、桜を黄色やえんじで染めるなど色の扱いは「非常に奔放」と、現在の染色家に評価されている。江戸時代は袋物などの小物用生地、明治からは着物などにも使われていた。
第二次世界大戦で多くの型紙や道具が焼失、一部型紙等は鎌倉芳太郎により本土へ渡り保管されていた。戦後、それら型紙を分けてもらい紅型復興に尽力したのが、王朝時代からびんがた宗家として染物業に従事してきた城間家の城間栄喜と知念家の知念績弘である。戦後の材料不足の中、拾った日本軍の地図に下絵を描き型紙として利用して、割れたレコード盤を糊（防染糊）置きのヘラに、口紅を顔料のかわりに、薬莢を糊袋の筒先に使用するなど、工夫をしながら紅型の復興に勤める。その頃は米軍向けポストカードなども染めていた。
1984年（昭和59年）5月31日に「琉球びんがた」として経済産業大臣指定伝統的工芸品に指定された

## 技法

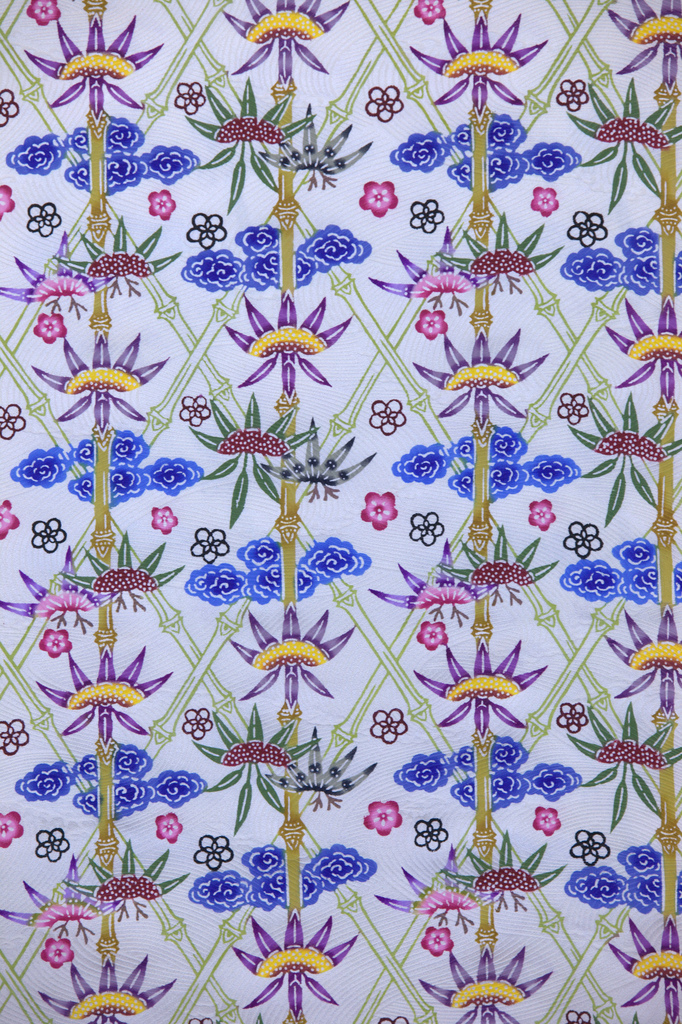
紅型

### 下絵
型紙を作るため、まず薄い紙に下絵を描き渋紙（しぶがみ）に貼る。渋紙に直接描く方法もある

### 型彫り（かたぼり）
下絵を貼った渋紙に、小刀の刃先を前方に向け、手前から突き彫り（突くように彫る事）にする。

### 紗張り（しゃばり）
模様の周囲を彫りおとすので、型紙全体に紗（しゃ）を張り位置を固定する。

### 地張り（じばり）
適度な湿り具合の糊（のり）を型板にふせ、シワがよらないように布を張っていく。

### 型置き（かたおき）
布に型紙をおき、ヘラで防染糊（ぼうせんのり。色がついてほしくない部分の布に染料がつかないようにのりをぬる）を上から塗り、模様を写し取る。
- このほかにもいろいろな方法がある。

#### 染料
紅型の染料は化学染料が発明される19世紀なかばまで、すべて自然界からとった顔料と染料だった。
ここには天然染料を挙げる。
- 藍色の素

山藍（ヤマアイ）
- 黄色の素

フクギの樹皮
- 赤色の素

サボテンに寄生する虫
藤崎康夫『沖縄の心を染める』（くもん出版）「第3章　うれしい出来事」より

## 文献
- 藤崎康夫『沖縄の心を染める』くもん出版、東京、1992年。ISBN 978-4875767169。
- 兒玉絵里子『琉球紅型』ADP、東京、2012年。ISBN 978-4-903348-25-4。
- 児玉絵里子「琉球王国時代から現代における沖縄(琉球)の芸能祭祀と紅型」、「琉球紅型踊衣裳の研究」(『初期歌舞伎・琉球宮廷舞踊の系譜考ー三葉葵紋、枝垂れ桜、藤の花ー』錦正社、2022年)。ISBN 978-4764601468